# Der gehorsame Rebell
Der gehorsame Rebell ist ein Dokumentarfilm aus dem Jahr 1952, der unter der Regie von Curt Oertel entstand.

## Inhalt
Der Film beginnt mit einigen Sätzen, in denen verträumt von den ruhigeren Zeiten des 16. Jahrhunderts gesprochen wird. Im weiteren Verlauf beschäftigt sich die Dokumentation, die in den Jahren nach dem Zweiten Weltkrieg entstand, mit dem Leben und den Lehren des Reformators Martin Luther. 
Gezeigt werden Gemälde, Dokumente und Orte des Wirkens Luthers. Der Film wurde nicht nur in Westdeutschland, sondern auch in Ostdeutschland gedreht. So sind unter anderem auch Bilder von der Wartburg, der Festung Marienberg, die über Würzburg liegt, sowie Bilder aus Eisleben zu sehen. Ohne Darsteller wird, dramatisiert durch Bildgestaltung, Schnitt, Wort und Musik das Lebensbild des Reformators vor dem Hintergrund des Zeitgeschehens gezeichnet.

## Hintergrund
Der noch in schwarz-weiß gedrehte Film war der erste Lutherfilm, der nach dem Zweiten Weltkrieg entstand. Curt Oertel hatte das Projekt schon längere Zeit geplant, als die Dreharbeiten schließlich im Herbst 1951 begannen. Das Drehbuch hatten Werner Hess, als Filmbeauftragter der Evangelischen Kirche in Deutschland, und Franz Oertel geschrieben. Finanziert wurde der Film von der New Yorker Lutheran Productions Inc.
Produziert wurde der Film von der Curt Oertel Film-Studiengesellschaft mbH, Wiesbaden. Unterstützt wurde das Projekt auch von der ostdeutschen DEFA. Die Außenaufnahmen entstanden in Erfurt, Wittenberg, Worms, Coburg, auf der Wartburg und in Eisleben. Als Produktionsleiter fungierte Franz Oertel.
Der Film hatte am 27. Juli 1952 auf der Jahrestagung des Lutherischen Weltbunds in Hannover seine Premiere. Er lief nur vereinzelt im allgemeinen Kinoprogramm und wurde vorwiegend in Matineen und auf Sonderveranstaltungen gezeigt.

## Kritik
„Leben und Lehre des Reformators Martin Luther, betont sachlich dargestellt in einem informativen Dokumentarfilm, ergänzt durch Zeitzeugnisse wie Stadtansichten, Gemälde und Dokumente. Optisch eindringlich gestaltet, mit sparsamem Kommentar und deutender Musik in der Tradition von Johann Sebastian Bach. Am Drehbuch beteiligt: Pfr. Werner Hess, damals Evangelischer Filmbeauftragter, später Intendant des Hessischen Rundfunks.“

## Auszeichnungen
- Die FBL verlieh dem Film das Prädikat wertvoll.
- Von der Evangelischen Filmgilde wurde Der gehorsame Rebell als „bester Film des Monats“ (September 1952) empfohlen.

## Medien
- VHS: Der gehorsame Rebell – Matthias-Film